# Castillete de la mina de Arnao

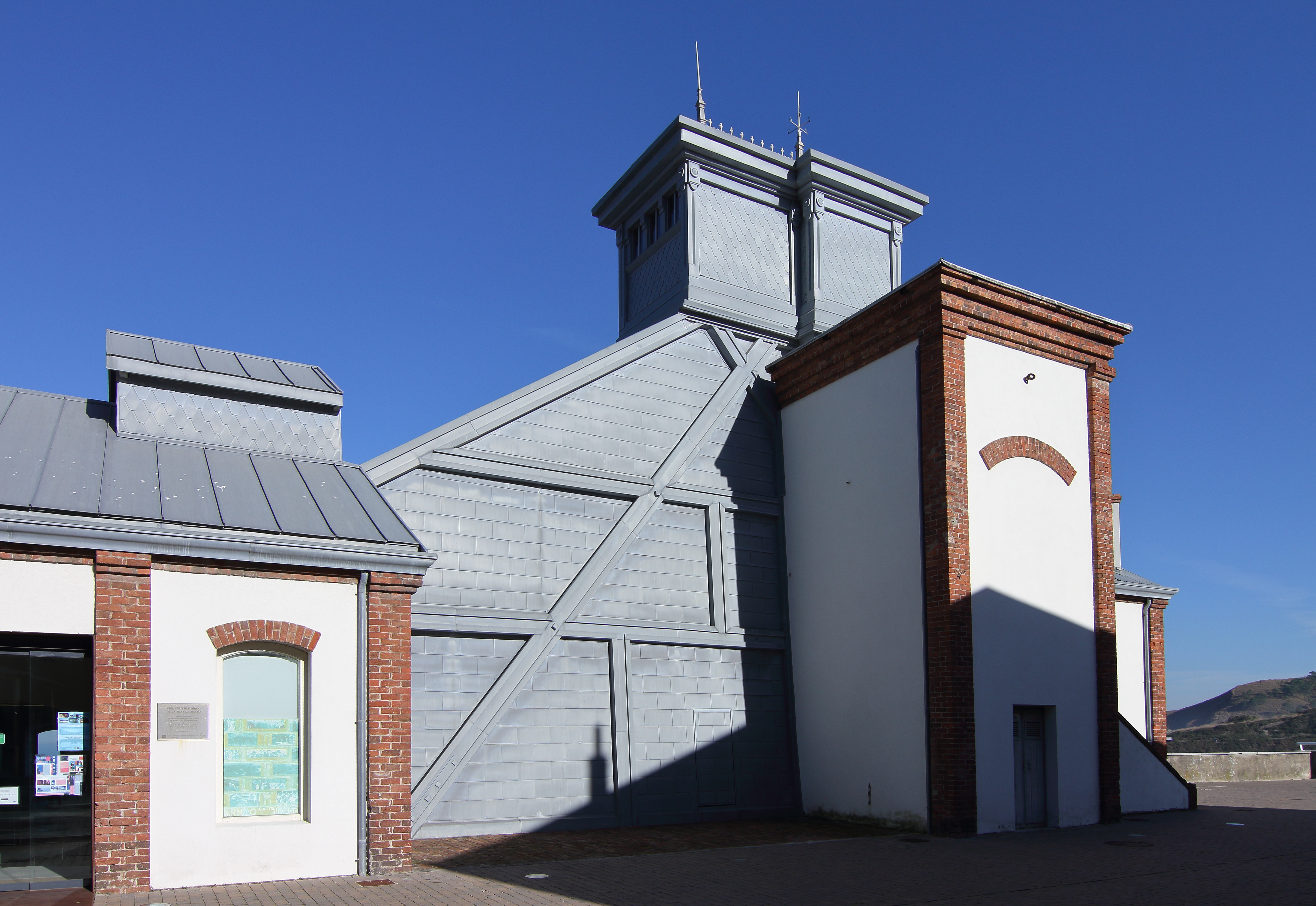
Vista de las fachadas del conjunto orientadas hacia el sur. De izquierda a derecha se observa la antigua casa de máguinas, el castillete, el centro de transformación y el ambarque.

El castillete de la mina de Arnao es un conjunto de edificaciones del pozo de la mina de Arnao, en el concejo asturiano de Castrillón (España), catalogado como Bien de Interés Cultural. El conjunto está formado por el castillete propiamente dicho, la casa de máquinas, el embarque y el volumen conocido como el transformador.

## Descripción

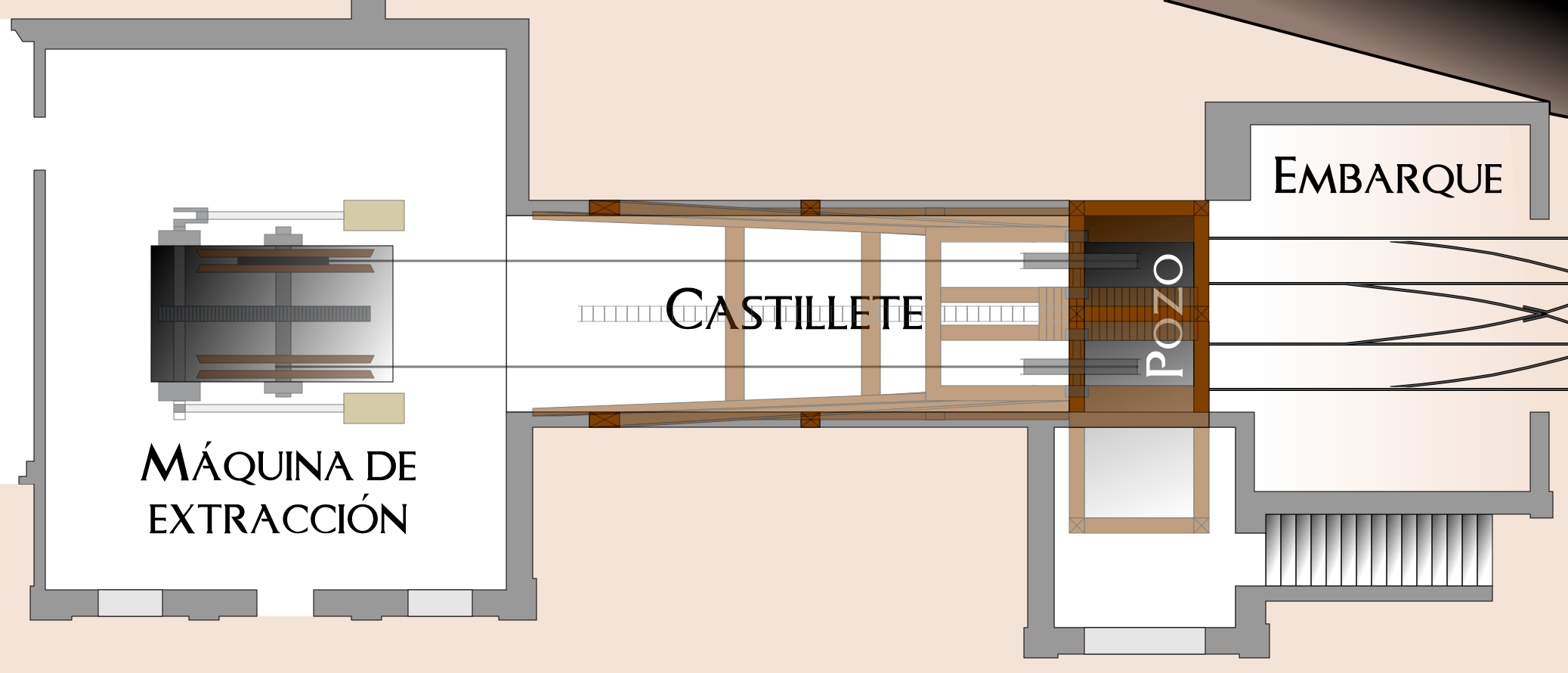
Planta con sección horizontal de los edificios que forman el conjunto minero: casa de la máquina de extracción, castillete, embarque y transformador. Sobreimpresionados aparecen difuminados la máquina de extracción (desaparecida) y el castillete. La distribución aparece por encima del pozo de extracción que, dividido en tres secciones se sitúa bajo el castillete y el transformador.

El castillete forma parte de un conjunto funcional que también engloba la casa de máquina además de otros dos cuerpos situados respectivamente al este y al sur del mismo. Espacial y visualmente forman una única construcción, aunque los materiales y volúmenes sugieren los distintos usos, todos necesarios para el cometido de la extracción del carbón del pozo vertical sobre el que se sitúan. De las distintas piezas que constituyen este conjunto, el castillete destaca por su configuración y altura sobre los demás. El edificio situado al oeste, alojó la máquina de extracción mientras que el situado más al sur contuvo otras instalaciones y a partir de un determinado momento un centro de transformación. El situado más al este era el embarque exterior del pozo.

### Castillete
Este castillete es del primer pozo vertical profundizado en Asturias, el de la mina de Arnao. La explotación minera del yacimiento hullero de Arnao con carácter industrial fue comenzada en 1833 por la Real Compañía Asturiana de Minas de Carbón y continuada por su sucesora la Real Compañía Asturiana de Minas (RCAM). La mina explotada por la RCAM fue clausurada en 1915.
La actual configuración del castillete dataría de 1902 y está vinculada a una reedificación de su estructura portante. Su característico revestimiento mediante escamado de chapa de zinc se considera de una época posterior al comienzo de las actividades mineras, pudiendo adscribirse a un momento posterior a 1902, cuando comienza a trabajar en la Real Compañía Asturiana de Minas el arquitecto Tomás Acha Zulaica.
El edificio que alberga el castillete es de estructura de madera con revestimiento exterior de zinc; alterado en algunos paramentos por sustitución por placas onduladas de fibrocemento. Destaca el tratamiento de su extremo superior, donde se sitúan las poleas, tratado como un templete con cubierta a cuatro aguas de chapa y listón de zinc con crestería y pináculos, empleando también escamas del mismo material y trabajando los ángulos con motivos de imposta decorados.

### Transformador
El pequeño edificio del transformador está adosado al lateral visible del castillete a la plaza, con planta cuadrada y volumen simple torreado. Es ciego a excepción de la puerta a ras de suelo y otra accesible a través de escalera de patín.

### Casa de máquinas
La casa de máquinas tiene planta rectangular con una única altura y cubierta a dos aguas en la que se dispone un linternón calado con óculo revestido este con escamas de zinc. Anteriormente estuvo dedicado a vivienda. El alzado de fachada a la plaza abre huecos en arco rebajado con dovelas en ladrillo macizo visto entre pilastras, siendo el central una puerta y los otros dos ventanas; el resto queda embebido en la estructura del antiguo casino, posteriormente restaurante. Este volumen está realizado con caja de muros maciza, en fábrica de mampostería y revestimiento enfoscado de mortero, destacando el tratamiento de las cadenas angulares y la cornisa moldurada en ladrillo macizo.
Este edificio albergó la máquina de extracción —no conservada— que era accionada mediante vapor y sus tambores transmitían el movimiento a las jaulas mediante cadenas en vez de mediante cables como es habitual.

### Embarque
El cuerpo del embarque presenta una planta cuadrangular, con una única altura, destacando un gran portón abierto en arco de medio punto rebajado y recibe luz a través de óculos y un linternón acristalado en los laterales que destaca en su cubierta a dos aguas. Los materiales y tratamiento de fachadas son similares al transformador y casa de máquinas, a excepción de la cornisa ejecutada en zinc.

## Protección
El castillete y edificios anexos fueron incluidos en el Conjunto histórico industrial de Arnao, incluido en el inventario del patrimonio cultural de Asturias en 2007. Posteriormente, fue declarado Bien de Interés Cultural con la categoría de Monumento. Así mismo fue incluido en el catálogo del Inventario del Patrimonio Histórico Industrial de Asturias (1985-1987) con el código IPHI-602.